# François-Honoré-Georges Jacob-Desmalter

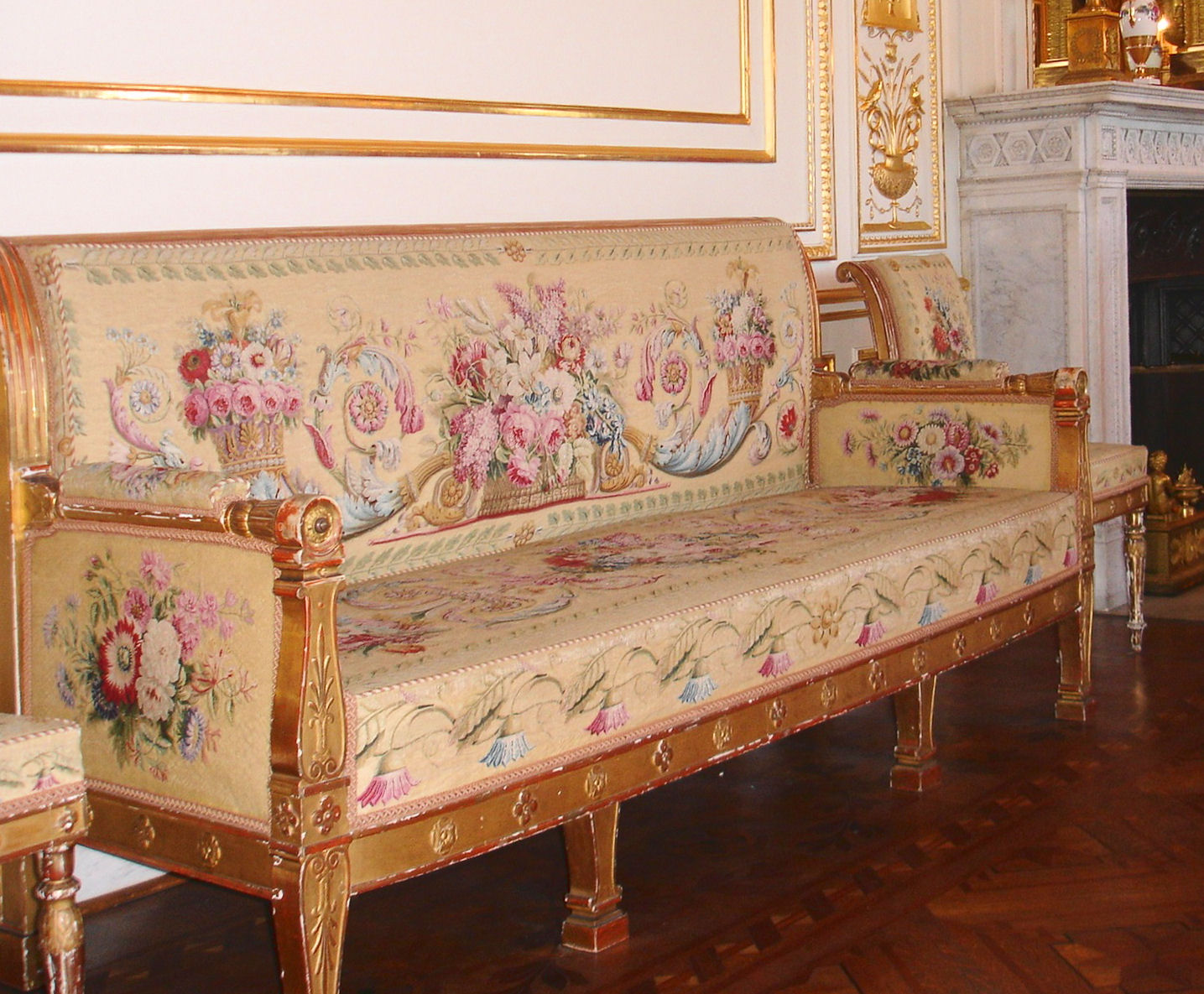
Koninklijke verzameling in het Paleis te Brussel - geschonken door koning Louis-Philippe

François-Honoré-Georges Jacob-Desmalter (1770–1841) was een Franse meubel- en kabinetmaker uit de 18e eeuw. Hij maakte meubels in de empirestijl, in opdracht voor het Franse keizerlijk hof.
Hij is begraven op het kerkhof van Cimetière du Père-Lachaise.

## Bekende meubels
Verschillende grote musea en kastelen hebben meubels die zijn toe te schrijven aan Desmalter.
- Garnituur met borduurwerk uit de Beauvais-manufactuur (foto), behorend tot de koninklijke verzameling van België;
- Troon van Keizer Napoleon in het paleis van Tuilleries-Louvre.

- Gemeinsame Normdatei: 130375160
- International Standard Name Identifier: 0000 0000 6686 5518
- Library of Congress Control Number: n95092093
- Système universitaire de documentation: 130626333
- Union List of Artist Names: 500006132
- Virtual International Authority File: 28176026
- WorldCat: E39PBJdmm3ywmHr3pqd8MMgxjC